# Edith Schönenberger
Edith Schönenberger (nascida em 20 de janeiro de 1954) é uma ex-ciclista suíça. Venceu as edições de 1984, 1985, 1986, 1987 e 1989 do Campeonato da Suíça de Ciclismo em Estrada. Competiu na prova de estrada individual feminina nos Jogos Olímpicos de Verão de 1988, terminando na décima oitava posição.